# Pilar Garrido
María Pilar Garrido Gutiérrez (Badajoz, Extremadura, 15 de abril de 1966) es una jurista, profesora universitaria y política española.
Desempeñó el cargo de coordinadora general de Podemos Euskadi entre 2020 y 2024. Anteriormente, fue diputada en el Congreso de los Diputados por la coalición Unidas Podemos (2019-2023). También fue senadora en el Senado de España por el partido Podemos (2015-2019). Fue la portavoz del Grupo Confederal UP-EC-EM en el Senado.

## Biografía
Pilar Garrido nació en Badajoz el 15 de abril de 1966. Se doctoró en Derecho Constitucional en la Universidad del País Vasco, con la tesis "El derecho a la vivienda entre constitución y mercado".

## Trayectoria política
Fue Directora de Vivienda del Gobierno Vasco durante el mandato de Javier Madrazo (Ezker Batua-Berdeak) como consejero del ramo.

### Podemos
En las elecciones generales de España de 2016, fue candidata a senadora por el partido político Podemos por la circunscripción de Gipúzcoa. Salió electa senadora del Senado de España durante la XII legislatura de España.
En las elecciones generales de España de abril de 2019, fue candidata a diputada del Congreso de los Diputados por la coalición electoral Unidas Podemos por la circunscripción de Gipúzcoa. Salió electa diputada del Congreso de los Diputados.
En las elecciones generales de España de 2023, fue candidata a diputada del Congreso de los Diputados por la coalición electoral Sumar por la circunscripción de Gipúzcoa. Finalmente no obtuvo escaño.

### Coordinadora general de Podemos Euskadi
En 2020 Garrido se convirtió en la coordinadora general de Podemos Euskadi tras vencer las elecciones primarias.

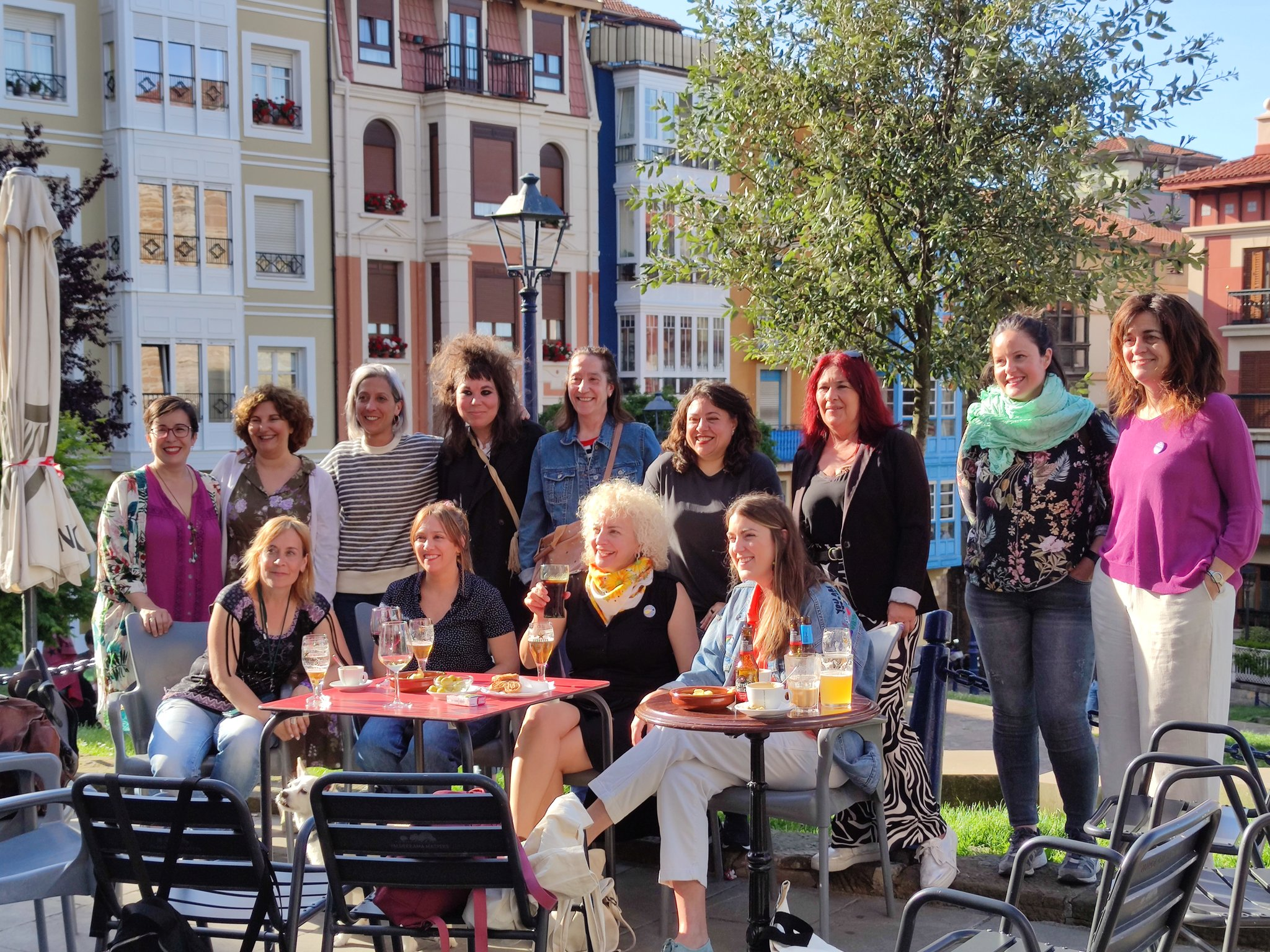
Encuentro Feminista de Podemos Euskadi (Santurce, 2023). Entre otros, Paula Amieva, Pilar Garrido, Eneritz de Madariaga, Natalia Rey, Montserrat Roca, Soraya Pereira, Ángela Sevilla, Mariví Eizaguirre, Ainhoa Lopera, Isabel González y Alba García.

En el año 2020, Pilar Garrido se convirtió en la secretaria general de Podemos Euskadi, sucediendo a Lander Martínez. Martínez, afín a Iñigo Errejón y al denominado sector "errejonista" (que derivó en la creación de Más País), dimitió al perder las primarias del partido junto a la candidata de su equipo Rosa Martínez, frente al denominado sector "pablista" encabezado por Miren Gorrotxategi y Pilar Garrido. Finalmente Rosa Martínez se dio de baja del partido, y Lander Martínez terminó en el partido político Movimiento Sumar y siendo parte de núcleo duro de Yolanda Díaz e Iñigo Errejón.
En 2024 anunció que no se presentaría a la reelección como coordinadora general de Podemos Euskadi. Fue sucedida por Richar Vaquero.

## Vida personal
Actualmente vive en San Sebastián.